# Lizandro Navarro
Lizandro Navarro Chávez (Lima, Perú, 25 de abril de 1953 - Chiclayo, Perú, 6 de octubre de 2018) fue un futbolista peruano. Jugó de defensa central. Fue preseleccionado juvenil.

## Trayectoria
Su comienzo fue en las divisiones inferiores de Juan Aurich, club en el cual debutó a los 19 años en 1973, mismo año en que fue nominado para jugar por la Selección en Sudamericano Juvenil de Paraguay.
En su carrera deportiva militó en 9 clubes, hecho por el cual la FPF lo registra como integrante en la nómina de los jugadores que más camisetas vistieron en su actividad de futbolista profesional.
Se retiró del futbol en 1988, siendo parte del plantel del Defensor Lima que ascendió a primera división ese año.
Estuvo entrenando en escuelas de fútbol de Universitario en Chiclayo y el club principal de la ciudad, Juan Aurich antes de su muerte en 2018.

## Estadísticas

### Clubes
| Club                        | País | Año       |
| --------------------------- | ---- | --------- |
| Juan Aurich                 | Perú | 1973-1974 |
| Universitario               | Perú | 1975-1977 |
| Colegio Nacional de Iquitos | Perú | 1978-1979 |
| ADT de Tarma                | Perú | 1980-1981 |
| Juan Aurich                 | Perú | 1982-1984 |
| Deportivo Municipal         | Perú | 1985      |
| Unión Huaral                | Perú | 1986      |
| Deportivo Pucallpa          | Perú | 1987      |
| Defensor Lima               | Perú | 1988      |

## Palmarés

### Campeonatos nacionales
| Título           | Club          | País | Año  |
| ---------------- | ------------- | ---- | ---- |
| Segunda División | Defensor Lima | Perú | 1988 |